# 318-й окремий змішаний авіаційний полк (РФ)
318-й окремий змішаний авіаційний полк — тактичне формування Повітряно-космічних сил Росії в складі Чорноморського флоту; полк оснащений літаками Ан-26 і Бе-12 та вертольотами Ка-27 і Ка-31, базується на авіабазі Кача в Криму.

## Історія
Ще 1916 року був організований Чудський загін морської авіації, який в 1917 році зливається з Петроградською школою морської авіації та переводиться в місто Нижній Новгород та перетворюється на морський Дивізіон Особливого призначення, який 27 квітня 1918 перейменовується в 1-й Морський повітряний дивізіон. Цей день відмічається як день полку. На озброєнні дивізіону знаходились гідроплани М-9, М-15, М-20 та «Fairey III». У 20-ті та 30-ті роки морські льотчики гідрозагону брали участь у розвідці та освоєнні Північного морського шляху, проведенні різних рятувальних операцій. У 1938 році гідрозагін було перетворений на 18-у окрему розвідувальну авіаескадрилью (ОРАЕ) і переозброєно на нові літаки МБР-2. Ескадрилья брала участь у радянсько-фінській війні.
У вересні 1941 року 18-у ОРАЕ було перебазовано на гідроаеродром озера Донузлав Чорного моря та включена до складу ВПС Чорноморського флоту. Льотчики брали активну участь у обороні Севастополя. У грудні 1941 року особовий склад 18-ої ескадрильї було залучено для забезпечення Керченсько-Феодосійської десантної операції.
За зразкове виконання бойових завдань 7 вересня 1944 18-а ОРАЕ була удостоєна почесного найменування «Констанцька», а 25 вересня 1944 нагороджена орденом Червоного Прапора. У повоєнні роки льотний склад освоїв нові типи авіаційної техніки — літаки Бе-6, Бе-10, Бе-12.

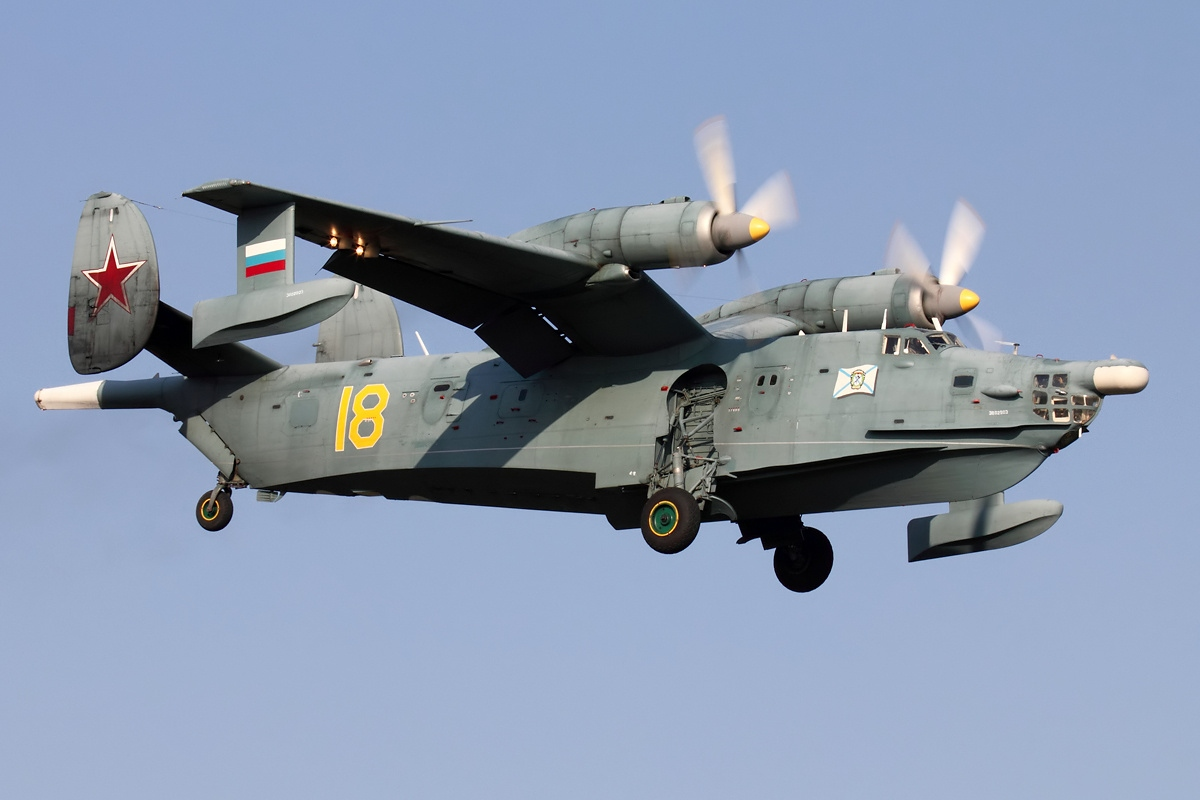
Літак Бе-12 в Качі

У січні 1962 року ескадрилья переформується в 318-й Червонопрапорний Констанський протичовновий авіаційний полк.
15 жовтня 1995 полк переформується в 318-у окрему протичовнову авіаційну ескадрилью і перебазується на аеродром Кача. Але вже у вересні 1996 318-а окрема протичовнова авіаційна ескадрилья знову переформується в 318-й окремий змішаний Червонопрапорний Констанський авіаційний полк, що складається з протичовнової авіаційної ескадрильї літаків Бе-12 і транспортної авіаційної ескадрильї літаків Ан-26.
В серпні 2009 року при реформі збройних сил РФ на базі 318-го авіаполку сформовано 7057-а авіаційна Констанцська Червонопрапорна база (в/ч 49311).
В червні 2014 7057-а авіабаза була переформована у два авіаполки, в тому числі в 318-й окремий змішаний авіаційний полк
В квітні 2018 в селищі Мирний біля Євпаторії на честь 100-річчя створення 318-го ОПЧАП було встановлено пам'ятник літаку Бе-12.
З 2021 проводиться переозброєння полку, ескадрилью озброєну вертольотами Ка-27 базової модифікації переводять на модифіковані вертольоти Ка-27М.

### Російсько-українська війна
В ніч на 20 травня 2023 в районі аеродрому Кача пролунали вибухи. За повідомленнями ЗМІ було пошкоджено вертоліт Мі-8 318-го авіаполку.

## Склад
У 2022 на озброєнні полку були: 5 літаків «Бе-12», 8 літаків «Ан-26», 14 вертольотів «Ка-27», 2 вертольоти «Ка-31Р» (модифікація Ка-27 — вертольот дальнього радіолокаційного виявлення та управління), 4 вертольоти «Мі-8».